# Linoy Ashram
Linoy Ashram (Rishon LeZion, 13 mei 1999) is een Israëlische ritmisch turner.
Ashram won in 2017 zowel tweemaal brons tijdens het EK alsook bij het Wereldkampioenschappen ritmische gymnastiek. Op 18 augustus 2018 won ze op het WK in een wereldrecord punten van 20.65 in clubverband het goud in Minsk waarmee ze het vorige record van de Russische Dina Averina verbrak. Ashram wist in 2021 als eerste Israëlische vrouw een gouden Olympische medaille te winnen met een miniem verschil van 0,15 punt op 3-voudig wereldkampioen Dina Averina.
1984: Lori Fung ·
1988: Marina Lobatsj ·
1992: Alexandra Timosjenko ·
1996: Jekaterina Serebrjanskaja ·
2000: Joelia Barsoekova ·
2004: Alina Kabajeva ·
2008: Jevgenia Kanajeva ·
2012: Jevgenia Kanajeva ·
2016: Margarita Mamoen ·
2020: Linoy Ashram ·
2024: Darja Varfolomeev